# Maurice A. F. Breistroffer
Maurice André Frantz Breistroffer est un botaniste, conchyliologiste, géologue et entomologiste français né à Paris le 15 juillet 1910 et décédé à La Tronche le 17 février 1986.
Il étudie au lycée Champollion de Grenoble, puis obtient une licence de sciences naturelles, en travaillant dans le prestigieux Laboratoire de géologie de Grenoble sous la direction des professeurs Maurice Gignoux et Léon Moret. En 1940, il est nommé conservateur du muséum d'histoire naturelle de Grenoble. À sa retraite en 1978, il enrichit considérablement l'herbier avec ses propres échantillons de collecte. Il meurt le 17 février 1986 à 76 ans.
Il est hautement reconnu pour ses travaux en botanique, mais aussi comme spécialiste mondial des ammonites.
Son herbier est conservé au muséum de Grenoble.

## Activités scientifiques
Membre de nombreuses sociétés scientifiques, comme la Société géologique de France, il participe activement à la Société dauphinoise d'études biologiques ou Bio-Club pendant plus de 1928 jusqu'à sa mort. Il dirige trois sessions extraordinaires de la Société botanique de France, qui eurent lieu en 1962 à Die et à Grenoble, en 1969 à Sisteron et en 1973 à Montélimar.

## Publications
Breistroffer a publié de nombreux articles, en particulier sur la taxonomie et la chorologie de la flore dauphinoise et régionale : 
- 1937-1938-1941 : supplément au Catalogue des plantes vasculaires de la Drôme in Procès-Verbaux. Ed. Société dauphinoise d'études biologiques (Bio-Club).
- 1946-1948-1951 : supplément au Catalogue des plantes vasculaires des Basses-Alpes. Bulletin de la Société Linnéenne de Lyon.
- 1948-1954-1957-1960 : supplément au Catalogue des plantes vasculaires de l'Ardèche in Procès-Verbaux. Ed. Société Scientifique Dauphinoise & Bull. De la Société Linnéenne de Lyon.